# Вединг
Вединг је кварт берлинске општине Мите. До 2001. године, Вединг је био засебна општина када се ујединио са Тиргартеном и Митеом. Бившој општини Вединг припадао је и кварт Гезундбрунен.

## Историја
У 12. веку, племићко имање племића Рудолфа де Ведингеа, било је смештено поред мале реке Панке у непосрдној близини данашњег Нетелбекплаца.
Средином 18. века, Гезундбрунен је био део у коме је су преовладавли криминал и проституција, све док се није интергисао у Вединг, када је постао миран и пријатан крај.
Непрастане миграције крајем деветнаестог века, учиниле су да Вединг постане радничко насеље. Радници су живели у малим уским стамбеним објектима. Пре Другог светског рата, Вединг је био познат као „Црвени Вединг“ јер је у њему живела радничка класа, махом комунисти.
После рата, Вединг, заједно са Рајникендорфом, потпао је под француски окупациони сектор. Данас је Вединг један од сиромашнијих делова Берлина са високом стопом незапослености од скоро 26%. Скоро 17% становништва Вединга живи од социјалне помоћи; 27% има јако слабу куповну моћ. Странци чине око 30% становништва, махом Турака, Иранаца, Курда и свих народа са простора СФР Југославије.